# Berend Wichers
Berend Wichers (Delfzijl, 5 maart 1790 - Groningen, 28 juni 1876) was een Nederlands politicus en Thorbeckiaans Tweede Kamerlid.
De vader van Wichers, Cornelis Wichers (1750 - 1812), komt uit de Groninger familie Wichers, en was Rechter in het Provinciaal Gerechtshof Groningen. Zijn moeder Johanna Catharina Elisabeth van Iddekinge (1771 - 1844) komt uit de bekende Groninger Burgemeester familie Van Iddekinge.
Hij was Hervormd, en stond te boek als heethoofd.
Wichers was een van de 48 jongemannen uit de goede kringen die in 1813 werden ingedeeld in het Gardes D'Honneur van Napoleon, uit het departement van Wester-Eems. Onder deze jongemannen waren negen studenten van de Universiteit Groningen, waar Wichers een van was. Deze jongemannen vertrokken in Juni 1813, en keerden April 1814 terug.
Hij werd bij terugkomst officier van justitie bij de rechtbank van eerste aanleg te Winschoten
In 1816 trouwde Wichers met Hindrietta Ferdinande Trip (1792-1840), uit het kooplieden geslacht Trip. Hij kreeg met haar een zoon en dochter: Cornelis Bernard Wichers (1824 - 1909) en Anna Wichers (1817 - 1834).
Wichers trad in 1844 toe tot de Tweede Kamer en was een trouw medestander van Thorbecke. Hij behoorde in 1844 tot de Negenmannen die met democratiseringsvoorstellen kwamen, en werd in 1846 daarom niet herkozen door de Groningse Staten. Hij keerde in 1849, gekozen in twee districten, echter terug in de Kamer, en was enige weken waarnemend Kamervoorzitter. Hij doorliep een rechterlijke loopbaan, die eindigde als president van het Groningse Gerechtshof.

## Tweede Kamer
| Periode                   |
| ------------------------- |
| 13-02-1849 t/m 19-08-1850 |
| 07-10-1850 t/m 22-09-1851 |
| 20-09-1859 t/m 14-09-1860 |
| 15-09-1860 t/m 22-08-1863 |

Sebastiaan Hendrik Anemaet ·
Edmond Willem van Dam van Isselt ·
Schelto van Heemstra ·
Jacobus Mattheüs de Kempenaer ·
Lodewijk Caspar Luzac ·
Jacob Hendrik van Rechteren van Appeltern ·
Lambertus Dominicus Storm ·
Johan Rudolph Thorbecke ·
Berend Wichers